# Comunità montana del Casentino
La Comunità montana del Casentino è un organo istituzionale che raggruppa al suo interno 12 comuni della Provincia di Arezzo che costituisco una delle 4 vallate aretine, il Casentino. La sede istituzionale dell'organo è a Poppi in località Ponte a Poppi, via Roma 203.